# برايس كوب
برايس كوب (بالإنجليزية: Price Cobb)‏ هو مهندس أمريكي، ولد في 10 ديسمبر 1954 في دالاس في الولايات المتحدة.

## روابط خارجية
- برايس كوب على موقع DriverDB.com (الإنجليزية)